# San Vito sullo Ionio
San Vito sullo Ionio är en ort och kommun i provinsen Catanzaro i regionen Kalabrien i Italien. Kommunen hade 1 723 invånare (2018).